# مگنولیا آفیسینالیس
مگنولیا آفیسینالیس (نام علمی: Magnolia officinalis) نام یک گونه از سرده مگنولیا است.